# Gubbeflyn
Gubbeflyn är en sjö i Strömsunds kommun i Jämtland och ingår i Ångermanälvens huvudavrinningsområde. Sjön har en area på 0,169 kvadratkilometer och ligger 563,2 meter över havet. Sjön avvattnas av vattendraget Sjulsån (Fiskån).

## Delavrinningsområde
Gubbeflyn ingår i det delavrinningsområde (715700-143838) som SMHI kallar för Utloppet av Gubbeflyn. Medelhöjden är 625 meter över havet och ytan är 1,98 kvadratkilometer. Räknas de 18 avrinningsområdena uppströms in blir den ackumulerade arean 35,51 kvadratkilometer. Sjulsån (Fiskån) som avvattnar avrinningsområdet har biflödesordning 3, vilket innebär att vattnet flödar genom totalt 3 vattendrag innan det når havet efter 303 kilometer. Avrinningsområdet består mestadels av skog (89 procent). Avrinningsområdet har 0,17 kvadratkilometer vattenytor vilket ger det en sjöprocent på 8,5 procent.